# Hecamedoides morrii
Hecamedoides morrii is een vliegensoort uit de familie van de oevervliegen (Ephydridae). De wetenschappelijke naam van de soort is voor het eerst geldig gepubliceerd in 1981 door Canzoneri & Rampini.